# 뮤제트

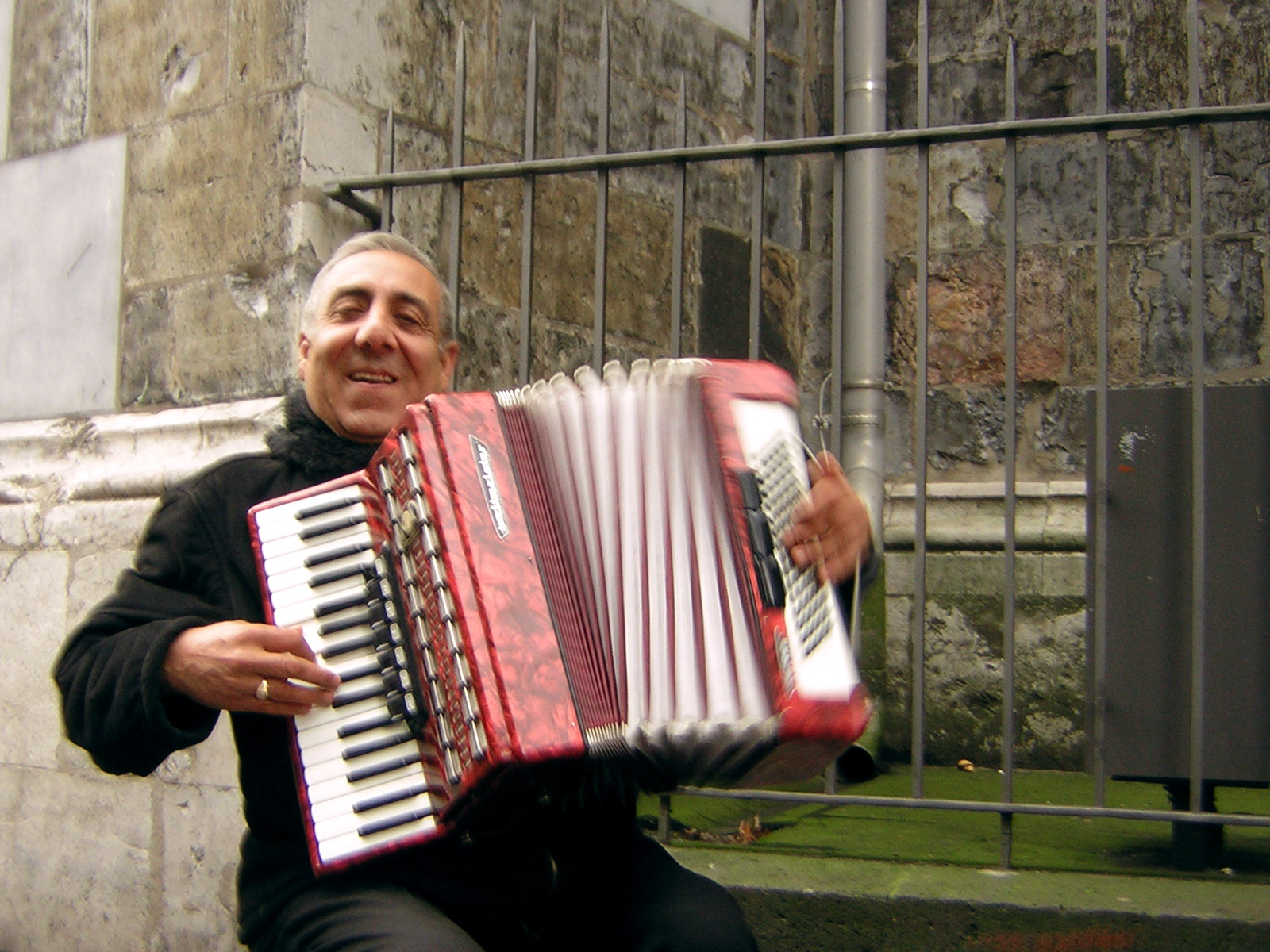
뮤제트 아코디언 연주자

뮤제트(Bal-musette)는 1880년대에 프랑스 파리에서 최초로 대중화된 프랑스의 악기 음악이자 춤 스타일이다. 본래는 뮤제트라 하는 악기(백파이프라고도 한다)로 연주된 목가풍의 춤곡을 말하였으나, 뒤에는 이와 같은 성격을 띤 끎음(保續音)을 가진 3박자의 것을 말하게 되었다. 바흐의 <영국 모음곡>의 제3번과 제6번에 그 예가 있다.  또 바로크 시대에는 가보트와 미뉴에트 사이에 끼어 트리오와 같은 존재로 되었던 일이 적지 않다.